# Wakolomyzomela
Wakolomyzomela (Myzomela wakoloensis) är en fågel i familjen honungsfåglar inom ordningen tättingar.

## Utseende och läte
Wakolomyzomelan är en liten honungsfågel med nedåtböjd näbb. Hanen är spektakulärt tecknad i lysande scharlakansrött bortsett från svart på vingar, stjärt och buk. Honan är mestadels färglöst gråbrun, dock med diagnostisk röd anstrykning på huvudet. Bland lätena på Buru hörs tvåstavigt böjda "tsiwit" och en sång som återges som "tsisweoo", med darrande slut. På Seram är sången annorlunda, ett "twee’ti’dit’tee".

## Utbredning och systematik
Wakolomyzomela förekommer i södra Moluckerna i Indonesien. Den delas in i två distinkta underarter med följande utbredning:
- Myzomela wakoloensis elisabethae – förekommer på Seram
- Myzomela wakoloensis wakoloensis – förekommer på Buru

## Levnadssätt
Wakolomyzomelan hittas i skogar och skogsbryn i förberg och bergstrakter. Där ses den enstaka eller i par, ibland som en del av kringvandrande artblandade flockar.

## Status
Arten har ett stort utbredningsområde och beståndet anses vara stabilt. Internationella naturvårdsunionen IUCN listar den därför som livskraftig (LC).

## Namn
Wakolo är namnet på en sjö på ön Buru där arten förekommer.